# Masacre del Sumpul

La masacre del Sumpul tuvo lugar en Chalatenango, El Salvador, durante la Guerra Civil Salvadoreña.El 13 de mayo de 1980, la Fuerza Armada de El Salvador y los paramilitares progubernamentales lanzaron una ofensiva para erradicar las actividades del Frente Farabundo Martí para la Liberación Nacional (FMLN). La ofensiva causó el desplazamiento de muchos refugiados, que fueron atacados al día siguiente por las fuerzas salvadoreñas. Los militares hondureños impidieron que los refugiados huyeran a Honduras. Al menos 300 y posiblemente 600 refugiados murieron. Tanto El Salvador como Honduras negaron su responsabilidad por el incidente. En 1993, la Comisión de la Verdad de las Naciones Unidas describió el incidente como una grave violación del Derecho internacional. 

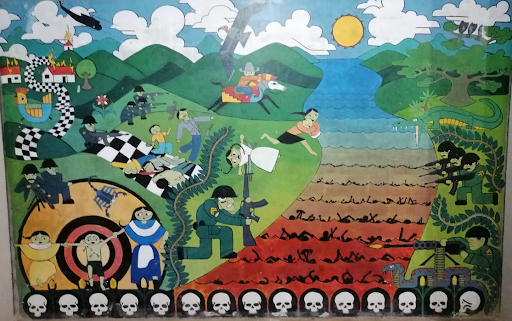
Mural de la masacre del Sumpul; ilustrada por familiares de la víctimas.

## Contexto
Después de la Guerra del Fútbol de 1969 entre El Salvador y Honduras, la Organización de Estados Americanos (OEA) negoció un alto el fuego que estableció una zona desmilitarizada monitoreada por la OEA de tres kilómetros de ancho a cada lado de la frontera. Cuando comenzó la Guerra Civil Salvadoreña, muchos pueblos, incluyendo el caserío Las Aradas, fueron abandonados y se formaron campamentos dentro de la zona desmilitarizada del lado hondureño de la frontera para evitar el hostigamiento de los militares, de la Guardia Nacional y de la Organización Democrática Nacionalista (ORDEN), que no cruzó la frontera.
El gobierno hondureño se preocupó por los refugiados salvadoreños residentes en Honduras, una de las causas de la Guerra del Fútbol. El gobierno salvadoreño creía que estos campamentos estaban siendo utilizados por la guerrilla del FMLN, en parte debido a la afiliación de muchos campesinos dentro de la zona desmilitarizada a la Federación de Trabajadores del Campo, una organización política que promovía la reforma agraria y que el gobierno salvadoreño veía como un apoyo a la guerrilla. A principios de 1980, los guerrilleros del FMLN establecieron varias pequeñas aldeas fronterizas en El Salvador y proporcionaron un entrenamiento militar rudimentario a los campesinos. A principios de mayo, comenzaron a cultivar las tierras de barbecho cercanas.
En las últimas dos semanas de marzo de 1980, el gobierno hondureño presionó a los refugiados para que regresaran a El Salvador; un grupo regresó a Las Aradas. Después de su regreso, dos veces la Guardia Nacional y las tropas de ORDEN avanzaron sobre Las Aradas, y dos veces los refugiados huyeron a través del río. El 5 de mayo, líderes militares hondureños y salvadoreños se reunieron en la frontera para discutir cómo evitar que las guerrillas salvadoreñas entrasen a Honduras. Pocos días después, el gobierno hondureño presionó a los refugiados para que regresaran a Las Aradas y algunos lo hicieron.
El 13 de mayo, fuerzas salvadoreñas conformadas por el Destacamento Militar N.º 1, la Guardia Nacional y ORDEN iniciaron un operativo antiguerrilla. Desde varios puntos, incluyendo el cercano poblado de Las Vueltas, convergieron en Las Aradas, enfrentándose muchas veces con guerrilleros. También el 13 de mayo, 150 soldados hondureños pertenecientes al Batallón 12, con base en Santa Rosa de Copán, llegaron a Santa Lucía, Honduras, y a San José, Honduras, cerca del río Sumpul e impidieron que los refugiados cruzaran la frontera.

## Masacre
El 14 de mayo de 1980, los soldados salvadoreños ordenaron a los refugiados que regresaran cruzando el río Sumpul. Amenazaron con tirar a los niños al río, pero los refugiados no regresaron. A las 10:00, los soldados dispararon "manojos" de balas que penetraron las paredes y mataron a mucha gente y ganado. Reunieron y mataron a muchos refugiados, ametrallándolos con las ametralladoras, golpeándolos con las culatas de los rifles o acuchillándolos con machetes y cuchillos militares. Los miembros de la ORDEN arrojaron al aire a los bebés y a los niños pequeños y los atravesaron o decapitaron con los machetes.
Los refugiados intentaron cruzar el río Sumpul hacia Honduras, pero los soldados hondureños se lo impidieron, posiblemente realizando disparos. Los soldados salvadoreños dispararon a muchos refugiados que intentaban cruzar el río, mientras que muchos otros, especialmente niños, se ahogaron al cruzarlo. Los helicópteros ametrallaron a los refugiados escondidos a lo largo de las cercas de piedra.
La masacre duró de seis a nueve horas, dejando al menos 300 muertos. Muchas fuentes sitúan el número de muertos en 600.
Por el contrario Public Radio International eleva la cifra de muertos a entre 600 y 700.</ref>

## Consecuencias
Las aldeas abandonadas por los refugiados durante el ataque permanecieron desiertas. La Guardia Nacional impidió el regreso de los refugiados; los ejércitos de El Salvador y Honduras partieron al día siguiente.
La masacre recibió amplia atención de los medios de comunicación en Honduras. El 21 de mayo, el noticiero matutino costarricense Radio Noticias del Continente transmitió las primeras noticias sobre la masacre; mientras que los sacerdotes salvadoreños y los equipos de rescate que intentaban visitar el lugar de la masacre pocos días después vieron denegada la entrada. No obstante, un sacerdote hondureño informó que "había tantos buitres alimentándose de los cuerpos en el agua que parecía una alfombra negra". Dos periodistas extranjeros visitaron el lugar desde Honduras y entrevistaron a los supervivientes, publicando sus relatos en un folleto. Pocos días después de la masacre, el periódico Tiempo publicó una entrevista con el padre Roberto Yalaga, sacerdote de la diócesis de Santa Rosa de Copán, quien confirmó que al menos 325 salvadoreños habían sido asesinados y que un destacamento militar hondureño había acordonado la ribera del río Sumpul.
Los casos de fiebre tifoidea en otros pueblos a lo largo del río aparecieron en el plazo de una semana y se atribuyeron a la gran cantidad de cadáveres en descomposición que había en el río. Los cadáveres no fueron enterrados y un año después todavía se podían ver montones de huesos de la masacre.
El 19 de junio, la diócesis de Santa Rosa de Copán presentó una denuncia formal, firmada por sus 38 agentes pastorales. La denuncia acusaba al gobierno y a las Fuerzas Armadas de Honduras de complicidad en la masacre y en el encubrimiento subsiguiente. También acusó a la OEA de complicidad en el encubrimiento. La Arquidiócesis de San Salvador respaldó y se adhirió a la denuncia de la diócesis de Santa Rosa de Copán en un comunicado publicado el 29 de junio y la Conferencia Episcopal Hondureña, encabezada por el arzobispo de Tegucigalpa, Héctor Enrique Santos Hernández, respaldó las acusaciones en un comunicado de prensa del 1 de julio.
El Ministro de Defensa salvadoreño, José Guillermo García, negó la masacre, afirmando que "ha habido muertos en esa zona, pero no en cantidades tan 'industriales'" y la embajada de Estados Unidos en Tegucigalpa también negó la masacre. En un comunicado oficial, Honduras calificó las acusaciones de calumniosas e irresponsables. El presidente hondureño Policarpo Paz negó las afirmaciones en un discurso radiofónico transmitido a nivel nacional. El ministro de Gobierno hondureño, Cristóbal Díaz García, dijo a la prensa que nadie dudaba de que se hubiera producido una masacre, pero afirmó que los militares hondureños no habían participado y que el gobierno no establecería una comisión para investigarlo. Alfonso Rodríguez Rincón, jefe de los observadores de la OEA, desestimó la acusación de la Iglesia hondureña como producto de una imaginación hiperactiva, afirmando que la OEA no sabía nada sobre el incidente. Señaló que hubo numerosas operaciones en el lado salvadoreño y que era concebible que muchos guerrilleros hubieran muerto, especulando que el incidente se estaba confundiendo con otro.
En octubre de 1980, el presidente José Napoleón Duarte, en una entrevista para United Church Observer, reconoció que se había llevado a cabo una operación militar en la zona del río Sumpul y dijo que habían muerto unas 300 personas, todas ellas "guerrilleros comunistas". La Comisión de la Verdad de la ONU determinó posteriormente que los observadores de la OEA informaron de un enfrentamiento importante entre las fuerzas salvadoreñas y el FMLN, que tuvo lugar del 14 al 16 de mayo y que causó la muerte de 200 personas, entre ellas civiles, pero que en el informe no se incluía ningún indicio de que se hubiera producido ninguna masacre.
La embajada estadounidense finalmente reconoció que "algo ocurrió". Un funcionario salvadoreño que visitó Washington D. C. en abril de 1981 dijo que 135 personas habían muerto, pero cuestionó la mayoría de los detalles del incidente. Un año después de la masacre, García dijo que varias personas habían muerto en un enfrentamiento el 14 de mayo de 1980 en el río Sumpul, pero que el número había sido muy exagerado.

## Búsqueda de justicia
El 26 de octubre de 1992, los supervivientes de la masacre del río Sumpul presentaron una demanda judicial ante el Tribunal de Primera Instancia de Chalatenango, que fue admitida bajo el título "sobre la verificación del asesinato de 600 personas".
El 1 de abril de 1993, la Organización de las Naciones Unidas publicó su "Informe de la Comisión de la Verdad de la ONU sobre El Salvador", en el que se concluyó que había "pruebas sustanciales" de que las fuerzas salvadoreñas "masacraron a no menos de 300 civiles desarmados" y que "la masacre fue posible gracias a la cooperación de las fuerzas armadas hondureñas". Señaló que "las autoridades militares salvadoreñas fueron culpables de encubrir el incidente" y calificó la masacre de "grave violación del derecho internacional humanitario y del derecho internacional de los derechos humanos".
El 26 de febrero de 2011 tuvo lugar la primera asamblea de sobrevivientes de la masacre del Sumpul y lugares aledaños, cuyo eje central es velar por la justicia, la verdad y la protección de Las Aradas y el río Sumpul.
El 14 de mayo de 2012, en el 32.º aniversario de la masacre, el Ministerio de Cultura de El Salvador declaró Las Aradas "Bien Cultural Protegido".
En septiembre de 2013 el arzobispo José Luis Escobar cerró las oficinas de tutela legal del arzobispado, despidiendo a todo el equipo que apoyaba a los sobrevivientes de la masacre del Sumpul. Esto impidió el acceso a archivos importantes y un censo de víctimas en proceso, complicando la búsqueda de justicia. 
Cuando la Corte Suprema de Justicia de El Salvador derogó la ley de amnistía que protegía a los participantes en la guerra civil en julio de 2016, permitiendo su enjuiciamiento, el caso relativo a la masacre permaneció abierto.
El 14 de mayo del 2023, jóvenes defensores de derechos humanos, pobladores y sobrevivientes, conmemoraron el aniversario No. 43 de la masacre. En esta ocasión solicitaron el presidente de la República de El Salvador Nayib Bukele "no solo pronunciarse a favor de las víctimas, sino abrir los archivos militares para permitir una investigación e impedir que se proteja a los victimarios".  El activista Alejandro Díaz, de la Asociación de DD.HH. Dra. María Julia Hernández, que representa legalmente a los afectados por la masacre, perpetrada en mayo de 1980, instó a que cese la impunidad.